# كسولة سوداء
الكسولة السوداء (الاسم العلمي: Melanargia)، جنس حشرات فراشية من فصيلة الحورائيات. مواطنها من أوروبا وشمال إفريقيا إلى اليابان.